# برناردو لیندا
برناردو لیندا (انگلیسی: Bernardo Leyenda؛ زادهٔ ۲۶ مارس ۱۹۸۰) بازیکن فوتبال اهل آرژانتین است.
از باشگاه‌هایی که در آن بازی کرده‌است می‌توان به باشگاه فوتبال ریور پلاته، باشگاه فوتبال بانفیلد، باشگاه فوتبال ولز سارسفیلد، باشگاه فوتبال لگانس، باشگاه اتلتیکو ایندپندینته، و باشگاه فوتبال راسینگ کلوب آویاندا اشاره کرد.